# Rick Rubin
Frederick Jay Rubin, detto Rick (Lido Beach, 10 marzo 1963), è un produttore discografico statunitense.
Co-fondatore della celebre Def Jam Recordings, Rubin è accreditato per avere aiutato l'ascesa commerciale e la formazione artistica della musica hip hop degli anni ottanta, producendo per gli allora protagonisti della scena, LL Cool J, i Run DMC, i Beastie Boys, i Public Enemy e i Geto Boys e la band thrash metal Slayer.
Dopo aver lasciato Def Jam e aver fondato la sua etichetta American Recordings, si è cimentato in un gran numero di generi musicali, tra cui il country con Johnny Cash e le Dixie Chicks, l'heavy metal con i Metallica, i Danzig e gli Slipknot, il rock con Mick Jagger e Tom Petty, l'hard rock con gli AC/DC, gli Aerosmith e gli Audioslave, il rock alternativo con i Red Hot Chili Peppers, i Linkin Park, i System of a Down, i Weezer e gli Strokes, il pop con Mel C, Shakira e Adele e ancora l'hip hop con Jay-Z e Kanye West.
Nel 2007 fu nominato "il più importante produttore degli ultimi 20 anni" da MTV ed inserito nella lista annuale delle 100 persone più influenti del mondo stilata da Time. Lo stesso anno fu nominato presidente di Columbia Records, per poi lasciare l'etichetta nel 2012.

## Biografia
Nato da una famiglia di origine ebrea ashkenazita polacca nell'isola di Long Island (New York), dopo avere suonato la chitarra in un gruppo punk rock newyorchese (Hose), nei primi anni ottanta fondò insieme a Russell Simmons la Def Jam, casa discografica legata storicamente al rap. Nel 1984 produsse un EP dei Beastie Boys, Rock Hard, caratterizzato dall'unione di rock e rap: Rick portò in breve tempo questo genere al successo, grazie agli stessi Beastie Boys e ai Run DMC. Licensed to Ill è l'album per eccellenza di questo genere musicale: (You Gotta) Fight for Your Right (To Party) e No Sleep Till Brooklyn sono l'emblema di questo nuovo modo di fare musica lanciato da Rick Rubin.
Dalla seconda metà degli anni ottanta, dedicò molto la sua attività a gruppi rock e heavy metal. Divenne famoso come collaboratore degli Slayer, producendo Reign in Blood (1986), disco storico dell'heavy metal e prima collaborazione di Rubin con un gruppo del genere. Successivamente, lavorò anche con i Red Hot Chili Peppers, che videro il loro quinto album (Blood Sugar Sex Magik, del 1991) in vetta alle classifiche americane ed europee per molte settimane. 
Uno dei progetti più riusciti e sorprendenti di Rubin negli anni novanta fu la collaborazione con il leggendario cantautore country Johnny Cash nella serie di album American, che resuscitò letteralmente la carriera di Cash in fase calante da anni. Il primo album, intitolato American Recordings (1994), costituito da sei cover e nuovo materiale scritto da altri per Cash su richiesta di Rubin, divenne un grosso successo di critica e pubblico. La formula venne ripetuta per cinque altri album: Unchained, American III: Solitary Man, American IV: The Man Comes Around (ultimo disco di Cash prima del decesso), American V: A Hundred Highways, e American VI: Ain't No Grave.
Tra gli altri gruppi da lui prodotti ci sono anche i System of a Down, noto gruppo alternative metal di origine armena.
Nel 2007 coprodusse con Mike Shinoda il terzo album in studio dei Linkin Park Minutes to Midnight, mentre l'anno successivo i Metallica, dopo aver accolto una petizione online fatta dai fan che non avevano gradito l'operato con il precedente produttore Bob Rock, affidano a Rubin la produzione del loro nono album in studio, Death Magnetic, uscito il 12 settembre dello stesso anno.
Nello stesso anno gli U2 hanno rescisso il contratto con Rick Rubin e per il loro album del 2009, No Line on the Horizon hanno scelto come produttori Brian Eno, Daniel Lanois e Steve Lillywhite. Nel 2010 produsse ancora una volta insieme a Mike Shinoda il quarto album dei Linkin Park, A Thousand Suns. Due anni dopo il duo ne produsse il quinto album Living Things.
Nel 2013 produce 13 dei Black Sabbath e The Marshall Mathers LP 2 di Eminem.
Nel 2017 produce l'album Oh, vita! di Jovanotti ed in seguito, nel 2022, anche Il disco del Sole. Queste sue frequentazioni toscane lo fanno innamorare di questa terra, tanto che decide di acquistare una tenuta nei pressi di Casole d'Elsa in provincia di Siena. Nel giugno 2024 lo stesso Rubin organizzerà nel piccolo borgo toscano il Festival of the Sun che vedrà esibirsi artisti come Krishna Das, James Blake, Jovanotti e The Gossip.

## Produzione
Con i Run DMC:
- Raising Hell (1986)
- Tougher Than Leather (1988)

Con gli Slayer:
- Reign in Blood (1986)
- South of Heaven (1988)
- Seasons in the Abyss (1990)
- Decade of Aggression (1991)
- Divine Intervention (1994)
- Undisputed Attitude (1996)
- Diabolus in Musica (1998)
- God Hates Us All (2001) (insieme a Matt Hyde)
- Christ Illusion (2006)
- World Painted Blood (2009)

Con i Danzig:
- Danzig (1988)
- Danzig II: Lucifuge (1990)
- Danzig III: How the Gods Kill (1992)
- Thrall: Demonsweatlive (1993)
- Danzig 4 (1994)

Con Johnny Cash:
- American Recordings (1994)
- Unchained (1996)
- VH1 Storytellers (1998)
- American III: Solitary Man (2000)
- American IV: The Man Comes Around (2002)
- Unearthed (2003)
- American V: A Hundred Highways (2006)
- American VI: Ain't No Grave (2010)

Con i Red Hot Chili Peppers:
- Blood Sugar Sex Magik (1991)
- One Hot Minute (1995)
- Californication (1999)
- By the Way (2002)
- Stadium Arcadium (2006)
- I'm with You (2011)
- Unlimited Love (2022)
- Return of the Dream Canteen (2022)

Con i System of a Down:
- System of a Down (1998) (insieme ai System of a Down)
- Toxicity (2001) (insieme a Daron Malakian)
- Steal This Album! (2002) (insieme a Daron Malakian)
- Mezmerize (2005) (insieme a Daron Malakian)
- Hypnotize (2005) (insieme a Daron Malakian)

Con i Linkin Park:
- Minutes to Midnight (2007) (insieme a Mike Shinoda)
- A Thousand Suns (2010) (insieme a Mike Shinoda)
- Living Things (2012) (insieme a Mike Shinoda)

Con i Trouble:
- Trouble (1990)
- Manic Frustration (1991)

Con i Rage Against the Machine:
- Renegades (2000)
- Live at the Grand Olympic Auditorium (2003)

Con i God Lives Underwater:
- God Lives Underwater (1995)
- Empty (1995)

Con gli Audioslave:
- Audioslave (2002)
- Out of Exile (2005)

Con i The (International) Noise Conspiracy:
- Armed Love (2004)
- Fixing Cities (2007)

Con Shakira:
- Fijación oral vol. 1 (2005)
- Oral Fixation Vol. 2 (2005)

### Altri
- Radio - LL Cool J (1985)
- Electric - The Cult (1987)
- Licensed to Ill - Beastie Boys (1986)
- Masters of Reality - Masters of Reality (1988)
- Andrew Dice Clay - Andrew Dice Clay (1989)
- Nobody Said It Was Easy - The Four Horsemen (1991)
- Wandering Spirit - Mick Jagger (1993)
- 21st Century Jesus - Messiah (1993)
- Wildflowers - Tom Petty (1994)
- Ballbreaker - AC/DC (1995)
- Sutras - Donovan (1996)
- Chef Aid: The South Park Album - South Park (1998)
- The Globe Sessions - Sheryl Crow (1998)
- Loud Rocks - V/A (tracks: 1. System of a Down & Wu-Tang Clan - Shame, 6. Tom Morello & Chad Smith & Wu-Tang Clan - Wu-Tang Clan Ain't Nothing Ta Fuck Wit) (1999)
- Vol. 3: (The Subliminal Verses) - Slipknot (2004)
- Paloalto - Paloalto (2000)
- Amethyst Rock Star - Saul Williams (2001)
- The War of Art - American Head Charge (2001)
- Breath of the Heart - Krishna Das (2001)
- Results May Vary - Limp Bizkit (2003) (in collaborazione con Terry Date e Jordan Schur)
- Door of Faith - Krishna Das (2003)
- We're a Happy Family - A Tribute to Ramones (2003)
- De-Loused in the Comatorium - The Mars Volta (2003) (con Omar Rodríguez-López)
- The Black Album - Jay-Z (2003) ("99 Problems")
- Heroes and Villains - Paloalto (2003)
- Crunk Juice - Lil Jon & the East Side Boyz (2004) ("Stop Fuckin' Wit Me")
- Make Believe - Weezer (2005)
- 12 Songs - Neil Diamond (2005)
- Taking the Long Way - Dixie Chicks (2006)
- Heroes and Thieves - Vanessa Carlton (2007)
- Dancing for the Death of an Imaginary Enemy - Ours (2007)
- Death Magnetic - Metallica (2008)
- Music for Men - Gossip (2009)
- I and Love and You – The Avett Brothers (2009)
- Trans-Continental Hustle - Gogol Bordello (2010)
- Born Free - Kid Rock (2010)
- Illuminations - Josh Groban (2010)
- 21 - Adele (2010)
- La Futura - ZZ Top (2012)
- 13 - Black Sabbath (2013)
- The Marshall Mathers LP 2 - Eminem (2013)
- Shangri La - Jake Bugg (2013)
- Yeezus - Kanye West (2013)
- X - Ed Sheeran (2014)
- My Favourite Faded Fantasy - Damien Rice (2014)
- Oh, vita! - Jovanotti (2017)
- Lorenzo sulla Luna - Jovanotti (2019)
- Cutthroat - Imagine Dragons (2021)
- La primavera - Jovanotti (2021)
- Mediterraneo - Jovanotti (2022)
- Mood Swings - Marcus King (2024)

## Opere
- L'atto creativo: un modo di essere [The Creative Act: A Way of Being], traduzione di Daria Restani, con Neil Strauss, Milano, Mondadori, febbraio 2023, ISBN 978-88-04-75654-5.

## Riconoscimenti

### Grammy Award
| Anno | Premio                                   | Album/Brano            | Artista               |
| ---- | ---------------------------------------- | ---------------------- | --------------------- |
| 1998 | Best Country Album                       | Unchained              | Johnny Cash           |
| 2005 | Best Metal Performance                   | Before I Forget        | Slipknot              |
| 2005 | Best Hard Rock Performance               | B.Y.O.B.               | System of a Down      |
| 2006 | Latin Album of the Year Rock/Alternative | Fijación oral vol. 1   | Shakira               |
| 2007 | Record of the Year                       | Not Ready to Make Nice | Dixie Chicks          |
| 2007 | Album of the Year                        | Taking the Long Way    | Dixie Chicks          |
| 2007 | Best Country Album                       | Taking the Long Way    | Dixie Chicks          |
| 2007 | Best Rock Album                          | Stadium Arcadium       | Red Hot Chili Peppers |
| 2007 | Best Metal Performance                   | Eyes of the Insane     | Slayer                |
| 2007 | Producer of the Year, Non-Classical      |                        |                       |
| 2008 | Best Metal Performance                   | Final Six              | Slayer                |
| 2009 | Producer of the Year, Non-Classical      |                        |                       |
| 2012 | Album of the Year                        | 21                     | Adele                 |
| 2021 | Best Rock Album                          | The New Abnormal       | The Strokes           |